# Eodorcadion zichyi
Eodorcadion zichyi es una especie de escarabajo longicornio perteneciente al género Eodorcadion, categorizada en la tribu Dorcadionini, de la subfamilia Lamiinae. Fue descrita por Csiki en 1901.
El período de actividad en los ejemplares adultos se presenta durante los meses de julio y agosto.

## Descripción
Mide 16-32 mm de longitud.

## Distribución
Se distribuye por Asia: en Mongolia.